# 17821 Bölsche
(17821) Bölsche, denumire internațională (17821) Bolsche, este un asteroid din centura principală de asteroizi.

## Descriere
17821 Bölsche este un asteroid din centura principală de asteroizi. A fost descoperit pe 31 martie 1998 la Drebach de André Knöfel și Jens Kandler. Asteroidul prezintă o orbită caracterizată de o semiaxă mare de 2,31 ua, o excentricitate de 0,09 și o înclinație de 7,3° în raport cu ecliptica.